# Colibrí ermità de Mèxic
El colibrí ermità de Mèxic (Phaethornis mexicanus) és una espècie d'ocell de la família dels troquílids (Trochilidae) que habita el sotabosc dels boscos i vegetació secundària de l'oest de Mèxic a Guerrero i oest d'Oaxaca.